# Утваж

Утваж — река в России, протекает в Вологодской области, в Кичменгско-Городецком и Великоустюгском районах. Устье реки находится в 7 км по правому берегу реки Покша. Длина реки составляет 21 км.
Исток реки находится в Кичменгско-Городецком районе в 35 км к юго-востоку от посёлка Полдарса (центра Опокского сельского поселения). Первые километры течёт по Кичменгско-Городецкому району, остальное течение — в Великоустюгском районе. Течёт по ненаселённому лесу на север. Русло — извилистое. Притоки — Узенькая, Медведевка(левые). Населённых пунктов на берегах нет.

## Данные водного реестра
По данным государственного водного реестра России относится к Двинско-Печорскому бассейновому округу, водохозяйственный участок реки — Северная Двина от начала реки до впадения реки Вычегда, без рек Юг и Сухона (от истока до Кубенского гидроузла), речной подбассейн реки — Сухона. Речной бассейн реки — Северная Двина.
По данным геоинформационной системы водохозяйственного районирования территории РФ, подготовленной Федеральным агентством водных ресурсов:
- Код водного объекта в государственном водном реестре — 03020100312103000009609
- Код по гидрологической изученности (ГИ) — 103000960
- Код бассейна — 03.02.01.003
- Номер тома по ГИ — 03
- Выпуск по ГИ — 0